# アレクサンダー・フレイザー (第14代ソルトーン卿)
第14代ソルトーン卿アレクサンダー・フレイザー（英語: Alexander Fraser, 14th Lord Saltoun、1710年 – 1751年10月10日）は、スコットランド貴族。

## 生涯
第13代ソルトーン卿アレクサンダー・フレイザーとメアリー・ゴードン（Mary Gordon、1682年3月28日 – 1753年2月10日、初代アバディーン伯爵ジョージ・ゴードンの娘）の息子として、1710年に生まれた。1729年から1731年まで海外を旅したという。
1748年7月24日に父が死去すると、ソルトーン卿の爵位を継承した。
政治には関わらなかったという。
1751年10月10日に死去、弟ジョージが爵位を継承した。